# 呂希哲
呂希哲（1039年—1116年）字原明，號滎陽先生。北宋壽州（今安徽壽縣）人。
祖籍萊州。宝元二年（1039年），出生於官宦世家，曾祖呂蒙亨，祖父呂夷簡，父親呂公著。母親魯氏。外祖父魯宗道。有弟吕希纯。少時從焦千之、孫復、石介、胡瑗學習。又從程顥、程頤、張載遊。不事科举，绝意进取。以蔭得官。元祐年間，范祖禹薦舉為崇政殿說書，教導皇帝以“正心誠意”為本。紹聖初年，出知太平州。
徽宗初年，召為秘書少監，後改光祿寺少卿。後因崇寧黨禍奪職，知相州，徙邢州，寄寓淮、泗間十餘年，授徒讲学，“名益重，遠近皆師尊之”，元祐党人路過都前去拜访，創滎陽學派。政和六年（1116年）卒。著有《岁时杂记》二卷，已佚，《说郛》有节录。
妻子是姨丈張昷之與大姨的女兒張氏。